# Projektová dokumentace

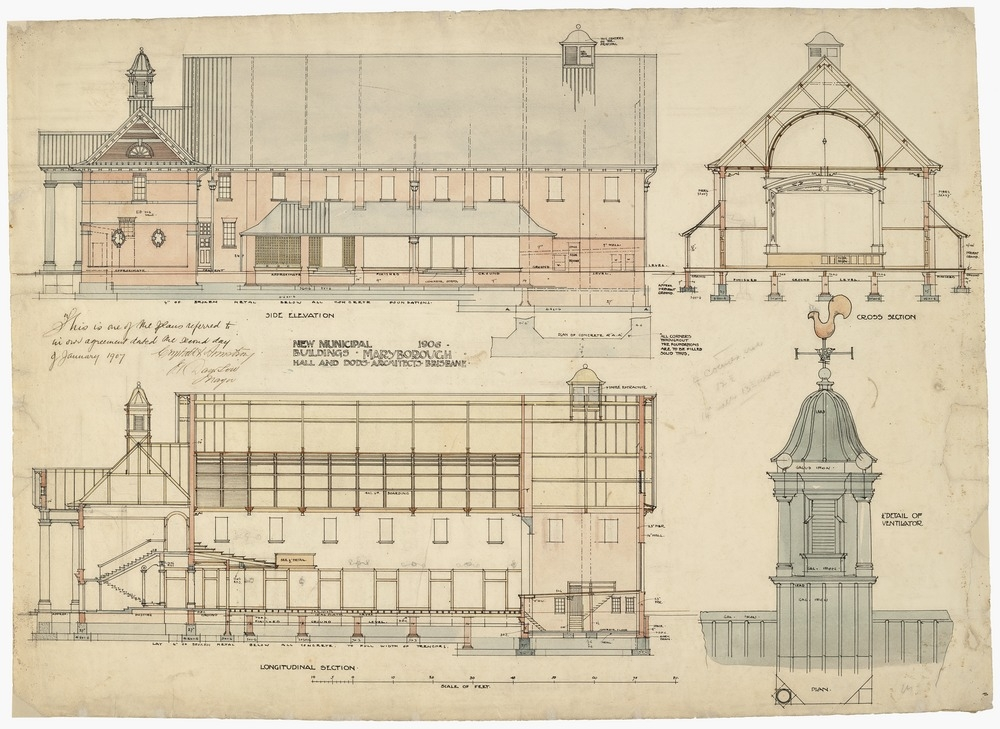
Projektová dokumentace

Projektová dokumentace (ve smyslu projekční činnosti ve výstavbě) je soubor dokumentů, výkresů a technických údajů, který slouží k umístění, povolení, provedení, užívání a případnému odstranění staveb. Od 1. července 2024 je v České republice upravena zejména stavebním zákonem č. 283/2021 Sb. a vyhláškou č. 131/2024 Sb. o dokumentaci staveb.
Pojem „Projektová dokumentace“ se používá především ve smyslu projekční činnosti ve výstavbě, spočívá v jejím účelu a právní závaznosti. Musí být zpracována projektantem - autorizovanou osobou a to v souladu se zákonem č. 360/1992 Sb., o výkonu povolání autorizovaných architektů a inženýrů.
Obecný pojem „Výkresová dokumentace“ znamená všeobecný technický termín, který označuje soubor výkresů a dalších dokumentů používaných napříč mnoha obory, zejména ve strojírenství, stavebnictví, architektuře a dalších technických odvětvích. Výkresová dokumentace staveb (dílenská dokumentace, montážní návody aj.), jež je navazujícím stupněm projektové dokumentace není vybranou činností ve stavebnictví, nevyžaduje autorizaci dle autorizačního zákona č. 360/1992 Sb., ale podléhá jiným právním předpisům.

## Účel projektové dokumentace
Projektová dokumentace plní několik klíčových funkcí:
- slouží jako podklad pro vydání povolení stavebního záměru,
- určuje umístění a územní řešení záměru,
- určuje technické řešení stavby pro její realizaci,
- slouží pro provedení stavby zhotovitelem,
- dokumentuje skutečné provedení stavby,
- poskytuje podklady pro správu a údržbu stavby,
- je nezbytná pro případné změny nebo odstranění stavby.

## Stupně projektové dokumentace
Projektová dokumentace se podle účelu člení na několik stupňů.

### Dokumentace pro povolení záměru
Je určena pro získání povolení stavebního záměru. Obsahuje například situace stavby, technickou zprávu, požárně bezpečnostní řešení a další náležitosti.

### Dokumentace pro provádění stavby
Detailně rozpracovává návrh stavby pro účely její realizace. Obsahuje konkrétní výkresy konstrukcí, technická řešení, výpisy materiálů apod.

### Dokumentace skutečného provedení stavby
Zachycuje reálný stav provedené stavby a slouží jako archivní podklad pro uživatele stavby, vlastníky i veřejné orgány.

### Dokumentace pro odstranění stavby
Slouží k naplánování bezpečného odstranění stavby, včetně popisu bouracích prací, nakládání s odpady a zajištění sousedních objektů.

## Legislativa
Projektová dokumentace v České republice vychází mj. z následujících právních předpisů:
- Zákon č. 283/2021 Sb. – stavební zákon,
- Vyhláška č. 131/2024 Sb. – o dokumentaci staveb,
- Vyhláška č. 146/2024 Sb. – o požadavcích na výstavbu,
- Zákon č. 360/1992 Sb. – o výkonu povolání autorizovaných architektů a inženýrů.

## Povinnosti zpracovatelů
Projektovou dokumentaci musí zpracovat osoba s příslušnou autorizací (architekt, inženýr, technik). Výjimku tvoří pouze vybrané jednoduché stavby, u kterých může dokumentaci vypracovat jiná odborně způsobilá osoba.

## Uchovávání dokumentace
Od 1. července 2024 je vlastník každé stavby povinen uchovávat aktuální projektovou dokumentaci. Tato dokumentace musí být dostupná při kontrole stavby nebo při jejích změnách.

## Přechodné ustanovení
Do 30. června 2027 je možné použít projektovou dokumentaci zpracovanou podle předchozích právních předpisů, pokud bylo zahájeno povolovací řízení nebo byla stavba povolena podle staršího zákona.